# Dimorphanthera macleaniifolia
Dimorphanthera macleaniifolia är en ljungväxtart som beskrevs av Herbert Fuller Wernham. Dimorphanthera macleaniifolia ingår i släktet Dimorphanthera och familjen ljungväxter. Inga underarter finns listade i Catalogue of Life.